# Mari Domingi
Mari Domingi es un personaje fantástico vasco que en muchas ocasiones acompaña a Olentzero, personaje de la tradición vasca que se encarga repartir los regalos en Navidad. Se creó en la ciudad de San Sebastián en 1994 con la intención de  buscar un mayor equilibrio en cuestión de género en la representación tradicional de la Navidad vasca.
El personaje de Mari Domingi se creó basándose en una mención  a una mujer que se realizaba en una canción popular navideña recogida por Resurrección María de Azkue a inicios del siglo XX. En la canción Mari Domingi quiere ir a Belén a visitar al Niño recién nacido, pero a la que advierten que para ello tendría que cambiarse la saya y ponerse una un poco más presentable.
Debido a su propio origen, Mari Domingi y Olentzero tienen un rango y una importancia similar. No es ni la mujer ni la ayudante de Olentzero, sino que ambos realizan la labor de repartir los regalos en Navidad. Mari Domingi se describe como una pastora y agricultora conocedora de la tierra y sus secretos, así como el recorrido del sol y las fases de la luna así como el uso de las diferentes plantas medicinales. Vecina de Olentzero, ambos se ayudan mutuamente. La señora, tiene gusto por la manzanas y las prefiere asadas por lo que se marca que los niños suelen dejarle unas cuantas antes de ir a dormir la noche de Navidad. A Mari Domingi se la representa vestida con ropajes asociados al Medievo. 
Como la propia fiesta de Navidad, la figura de Mari Domingi se relaciona con las celebraciones asociadas al solsticio de invierno.

## Historia
Mari Domingi apareció por primera vez en relación con Olentzero en San Sebastián en  1994. La iniciativa fue impulsada por una filial de la Asociación Bagera del distrito del Antiguo, en Lasarte-Oria, crearon un personaje para recolectar cartas para Olentzero llamado Xixuko, que solía ir a las escuelas para recibir cartas de niños durante las vacaciones. En el Antiguo, Mari Domingi se convirtió en directora de correos en 1994, pero "sin esa reflexión sobre género", como lo expresó uno de los impulsores de la iniciativa, el profesor Josi Oiarbide, en 2015.
Posteriormente, la Asociación de Ikastolas, formada  por  maestros y padres del Antiguo, publicó un cuadernillo de cuentos vinculando a los personajes Olentzero y Mari Domingi. La imagen de Mari Domingi fue creada por la ilustradora Edorta Murua, y el texto de la historia fue escrito por Mitxel Murua.
En algunas ocasiones Mari Domingi se ha presentado como esposa, novia o pareja del Olentzero cosa que ha creado polémica por ir en contra del espíritu de igualdad de género que llevó a su creación.

## La canciónHorra Mari Domingi
La figura de Mari Domingi está basada en la canción popular, el villancico, titulado "Horra, Mari Domingi" recopilado por Resurrección María de Azkue a inicios del siglo XX y atribuida a José María Usandizaga.
| Horra Mari Domingi, begira horri, gurekin nahi duela Belena etorri, gurekin nahi baduzu Belena etorri, atera beharko duzu gona zahar hori. Atoz, atoz, zure bila nenbilen ni, atoz, atoz, zure bila nenbilen ni. Atoz goazen, adora dezagun Belenen jaio den haur eder hori, haur eder hori. | Aquí está Mari Domingi, mira eso, que quiere venir con nosotros a Belén, si quieres que vayamos a Belén, tienes que quitarte esa saya vieja. Vamos, vamos, te estaba buscando vamos, vamos, te estaba buscando. Vamos, adoremos al que ha nacido en Belén ese hermoso niño, ese hermoso niño ". |